# بوفالو (تگزاس)
بوفالو، تگزاس(به انگلیسی: Buffalo, Texas) شهری در ایالت تگزاس از ایالات جنوبی ایالات متحده آمریکا است. در سرشماری سال ۲۰۰۰، جمعیت این شهر ۱۸۰۴ نفر اعلام شد.